# Heptahydrate de sulfate de sodium
L'heptahydrate de sulfate de sodium est un sulfate de sodium heptahydraté, de formule brute Na2SO4·7 H2O.

## Caractéristiques physiques et chimiques
Il s'agit d'un composé instable et soluble dans l'eau, qui est pourtant un des intermédiaires naturels connus mais transitoires, entre mirabilite et thénardite.
La maille cristalline peut être soit tétragonale (quadratique) soit orthorhombique :
- la solubilité de la variété tétragonale est assez élevée[2] : 44,9 g pour 100 g d'eau pure à 0 °C, 202,6 g à 26 °C ;
- la solubilité de l'autre variété  polymorphique, orthorhombique, correspondrait pour 100 g d'eau pure à 19,5 g d'équivalent sulfate de sodium anhydre à 0 °C et 44 g à 20 °C[3].